# Lowestoft Corporation Tramways
52° 28′ 38″ N, 1° 44′ 15″ E

La Lowestoft Corporation Tramways est la compagnie d'exploitation du tramway électrique ayant desservi la ville anglaise de Lowestoft du 22 juillet 1903 au 8 mai 1931.

## Historique
Le 23 novembre 1900, la Lowestoft Corporation Tramways publie dans la London Gazette un avis pour annoncer un projet de création d'un tramway allant de Lowestoft à la paroisse de Pakefield et s'arrêtant à plusieurs gares du comté du Suffolk de l'Est (en).
La voie de tramway est construite avec un écartement des rails de 1 067 mm ; son étendue maximale est de 6,57 km. Les badges et les insignes de la Lowestoft Corporation Tramways comportent un ange éclairé par un halo de lumière et tenant dans ses ailes un bouclier faisant figurer une couronne au-dessus d'une rose. Ce motif est inspiré du blason de la ville de Lowestoft de l'époque. 
À la fin des années 1920, la Corporation décide de remplacer ses tramways par des autobus thermiques plutôt que de renouveler ses infrastructures. La ligne de tramway est fermée progressivement : la section située au nord du port ferme la première en avril 1931, puis la section sud le 8 mai 1931. Durant plusieurs années, la compagnie exploite donc le réseau de bus parallèlement à celui des tramways. Les premiers bus du réseau portaient initialement l'inscription « Lowestoft Corporation Tramways », mais à la suite de l'augmentation du nombre de bus dans la ville, ces inscriptions sont changées en « Lowestoft Corporation Transport ».

## Description du système
Le terminus nord de la ligne de tramway se trouvait sur la route A12 (en), à mi-chemin entre la jonction avec la Hollingsworth Road et celle avec Harris Avenue. Depuis ce point, la ligne suit l'A12 en direction du sud jusqu'au terminus à Pakefield, où l'A12 présente une jonction avec Pakefield Street et Stradbroke Road. Cette zone est toujours connue comme l'ancien terminus sud des tramways de Pakefield. Le terminus se situait à l'époque en face de l'actuel Tramway's Hotel. Une branche de cette route nord-sud se détache en direction de l'est pour rejoindre le Suffolk Hotel, situé sur la place de la Gare, qui longe la Denmark Road pour atteindre la Rotterdam Road. L'entrée de la gare se trouvait en face de l'extrémité de la Essex Road. La gare possédait quatre voies de navigation ; son toit était orné d'un pic en verre[pas clair]. Dans les années 1960, lorsque la compagnie commence à exploiter l'ancienne gare pour y stocker les bus du réseau, les lignes de tramways se trouvent encore dans le bâtiment. En 2009, le hangar est toujours utilisé, mais plus en tant qu'abri pour les véhicules de transport.
Dans la Norwich Road, adjacente au hangar, se trouvait la centrale électrique de la Lowesoft Corporation. Ouverte en 1901, ses capacités de production ont été augmentées afin d'alimenter le réseau de tramways.

## Voitures de tramway
Le réseau de tramways de la Lowestoft Corporation était composé de
- quinze voitures à deux étages et à toit ouvert,
- quatre voitures à un étage,
- une voiture de service.

## Voiture préservée
Le Musée des transports d'Angleterre de l'Est (en) possède une voiture originale à deux étages et à toit ouvert construite en 1904 et ayant servi sur le réseau de la Lowestoft Corporation. En 2009, cette voiture a été restaurée pour circuler sur la voie d'exposition du musée.